# Gran Premio di Gran Bretagna 1969
Il Gran Premio di Gran Bretagna 1969, XXII RAC British Grand Prix e sesta gara del campionato di Formula 1 del 1969, si è svolto il 19 luglio sul circuito di Silverstone ed è stato vinto da Jackie Stewart su Matra-Ford Cosworth.

## Qualifiche
| Pos | No | Pilota               | Costruttore  | Scuderia                              | Tempo  | Distacco |
| --- | -- | -------------------- | ------------ | ------------------------------------- | ------ | -------- |
| 1   | 2  | Jochen Rindt         | Lotus-Ford   | Gold Leaf Team Lotus                  | 1:20.8 | -        |
| 2   | 3  | Jackie Stewart       | Matra-Ford   | Matra International                   | 1:21.2 | +0.4     |
| 3   | 5  | Denny Hulme          | McLaren-Ford | Bruce McLaren Motor Racing            | 1:21.5 | +0.7     |
| 4   | 7  | Jacky Ickx           | Brabham-Ford | Motor Racing Developments Ltd         | 1:21.6 | +0.8     |
| 5   | 11 | Chris Amon           | Ferrari      | Scuderia Ferrari SpA SEFAC            | 1:21.9 | +1.1     |
| 6   | 14 | John Surtees         | BRM          | Owen Racing Organisation              | 1:22.2 | +1.4     |
| 7   | 6  | Bruce McLaren        | McLaren-Ford | Bruce McLaren Motor Racing            | 1:22.6 | +1.8     |
| 8   | 12 | Pedro Rodríguez      | Ferrari      | Scuderia Ferrari SpA SEFAC            | 1:22.6 | +1.8     |
| 9   | 10 | Jo Siffert           | Lotus-Ford   | Rob Walker/Jack Durlacher Racing Team | 1:22.7 | +1.9     |
| 10  | 16 | Piers Courage        | Brabham-Ford | Frank Williams Racing Cars            | 1:22.9 | +2.1     |
| 11  | 19 | Vic Elford           | McLaren-Ford | Antique Automobiles                   | 1:23.3 | +2.5     |
| 12  | 1  | Graham Hill          | Lotus-Ford   | Gold Leaf Team Lotus                  | 1:23.6 | +2.8     |
| 13  | 15 | Jackie Oliver        | BRM          | Owen Racing Organisation              | 1:23.7 | +2.9     |
| 14  | 9  | John Miles           | Lotus-Ford   | Gold Leaf Team Lotus                  | 1:25.1 | +4.3     |
| 15  | 20 | Derek Bell           | McLaren-Ford | Bruce McLaren Motor Racing            | 1:26.1 | +5.3     |
| 16  | 18 | Jo Bonnier           | Lotus-Ford   | Ecurie Bonnier                        | 1:28.2 | +7.4     |
| 17  | 4  | Jean-Pierre Beltoise | Matra-Ford   | Matra International                   | 1:31.2 | +10.4    |

## Gara
| Pos | No | Pilota               | Costruttore  | Giri | Tempo/Ritiro | Pos. Griglia | Punti |
| --- | -- | -------------------- | ------------ | ---- | ------------ | ------------ | ----- |
| 1   | 3  | Jackie Stewart       | Matra-Ford   | 84   | 1:55:55.6    | 2            | 9     |
| 2   | 7  | Jacky Ickx           | Brabham-Ford | 83   | + 1 Giro     | 4            | 6     |
| 3   | 6  | Bruce McLaren        | McLaren-Ford | 83   | + 1 Giro     | 7            | 4     |
| 4   | 2  | Jochen Rindt         | Lotus-Ford   | 83   | + 1 Giro     | 1            | 3     |
| 5   | 16 | Piers Courage        | Brabham-Ford | 83   | + 1 Giro     | 10           | 2     |
| 6   | 19 | Vic Elford           | McLaren-Ford | 82   | + 2 Giri     | 11           | 1     |
| 7   | 1  | Graham Hill          | Lotus-Ford   | 82   | + 2 Giri     | 12           |       |
| 8   | 10 | Jo Siffert           | Lotus-Ford   | 81   | + 3 Giri     | 9            |       |
| 9   | 4  | Jean-Pierre Beltoise | Matra-Ford   | 78   | + 6 Giri     | 17           |       |
| 10  | 9  | John Miles           | Lotus-Ford   | 75   | + 9 Giri     | 14           |       |
| Ret | 12 | Pedro Rodríguez      | Ferrari      | 61   | Motore       | 8            |       |
| Ret | 11 | Chris Amon           | Ferrari      | 45   | Cambio       | 5            |       |
| Ret | 5  | Denny Hulme          | McLaren-Ford | 27   | Iniezione    | 3            |       |
| Ret | 15 | Jackie Oliver        | BRM          | 19   | Trasmissione | 13           |       |
| Ret | 18 | Jo Bonnier           | Lotus-Ford   | 6    | Motore       | 16           |       |
| Ret | 20 | Derek Bell           | McLaren-Ford | 5    | Sospensione  | 15           |       |
| Ret | 14 | John Surtees         | BRM          | 1    | Sospensione  | 6            |       |

## Statistiche

### Piloti
- 10ª vittoria per Jackie Stewart

### Costruttori
- 8° vittoria per la Matra

### Motori
- 21° vittoria per il motore Ford Cosworth
- 20ª pole position per il motore Ford Cosworth
- 20º giro più veloce per il motore Ford Cosworth

### Giri al comando
- Jochen Rindt (1-6, 16-61)
- Jackie Stewart (7-15, 62-84)

## Classifiche Mondiali

### Piloti
| Pos. | Pilota               | Punti |
| ---- | -------------------- | ----- |
| 1    | Jackie Stewart       | 45    |
| 2    | Bruce McLaren        | 17    |
| 3    | Graham Hill          | 16    |
| 4    | Jo Siffert           | 13    |
|      | Jacky Ickx           | 13    |
| 6    | Jean-Pierre Beltoise | 11    |
|      | Denny Hulme          | 11    |
| 8    | Piers Courage        | 8     |
| 9    | Chris Amon           | 4     |
| 10   | Jochen Rindt         | 3     |
|      | Richard Attwood      | 3     |
|      | Vic Elford           | 3     |
| 13   | John Surtees         | 2     |
| 14   | Jack Brabham         | 1     |

### Costruttori
| Pos. | Team                  | Punti   |
| ---- | --------------------- | ------- |
| 1    | Matra-Ford Cosworth   | 45      |
| 2    | Lotus-Ford Cosworth   | 25      |
| 3    | McLaren-Ford Cosworth | 20 (22) |
| 4    | Brabham-Ford Cosworth | 19      |
| 5    | Ferrari               | 4       |
| 6    | BRM                   | 2       |